# Стопанство на Португалия
Португалия е индустриално-аграрна страна.
БВП 159 млрд. USD (2000): селско стопанство 4 %, промишленост 36 %, услуги 60 %.
Добива се волфрам, пирит, олово, уран, калай, мед. Добив на волфрамов концентрат, пирит, уранова, калаена руда, желязна руда, въглища, каолин; корк (на I място в света).
Силно развити отрасли са текстилна, шивашка, обувна, керамична и корабостроителна промишленост, както и автомобилостроене, електроника, машиностроене, химическа промишленост. Текстилна, хранително-вкусова (вино, зехтин, рибни консерви) промишленост. Черна и цветна металургия (мед, калай, алуминий), машиностроителна (кораби), електротехническа, химическа, нефтопреработваща, нефтохимическа, циментова, порцеланово-фаянсова, керамична промишленост.
В селското стопанство работят 11,5 % от заетите. Отглеждат се лозя, цитруси, зеленчуци, маслини, зърнени и др. Добре развито животновъдство — едър рогат добитък, овце, кози, свине. Риболов и преработка на морски продукти. Цитрусови, маслинови насаждения, лозя. Пшеница, царевица, ръж, картофи. Едър и дребен рогат добитък, свине. Риболов.
Туризъм.
2850 km жп линии, 68 732 km шосета, 80 km петролопроводи, 700 km газопроводи, 1,1 млн. бр.р.т. търговски флот, 66 летища (1999).
Безработицата през февруари 2012 г. е 15%. 